# 光照寺 (福山市沼隈町山南)
光照寺（こうしょうじ）は、広島県福山市沼隈町にある浄土真宗本願寺派の寺院。

## 概要
1320年、親鸞の高弟で六老僧の一人といわれた明光によって開創され、その後中国地方における浄土真宗の布教拠点となった。
中国地方の浄土真宗最古の寺院。
福山市野上町にある光照寺は元々支坊として福山城下南側に建立されたものとされており、現在の住職は野上の方に所在する。

## 文化財
- 山門：県指定文化財（1613年）
- 鐘楼：県指定文化財（1613年）
- 親鸞聖人絵伝：県指定文化財（1338年）
- 聖徳太子絵伝：県指定文化財（室町時代後期）
- 法然上人絵伝：県指定文化財（1338年）
- 梵鐘：市指定文化財（桃山時代）